# Sylling
Sylling är en tätort och kyrkby i Liers kommun i Buskerud fylke i sydöstra Norge. Orten ligger där fylkesväg 284 möter fylkesväg 285, vid södra änden av Holsfjorden, en del av sjön Tyrifjorden. Här finns Syllings kyrka.

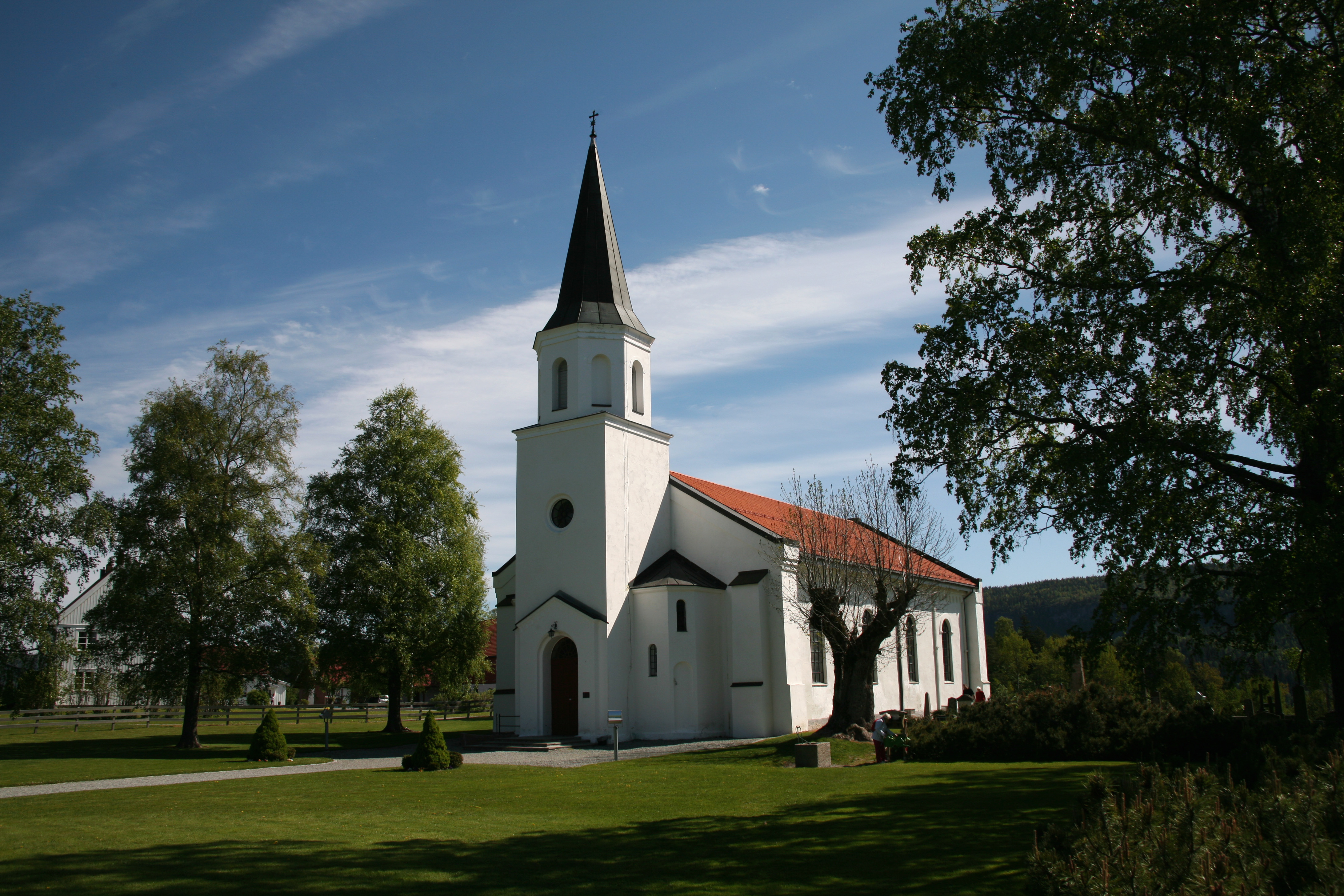
Syllings kyrka.